# New Sensation
New Sensation è un singolo del gruppo musicale australiano INXS, pubblicato nel 1988 ed estratto dall'album Kick.
Il brano è stato scritto da Andrew Farriss e Michael Hutchence.

## Formazione
- Michael Hutchence - voce
- Tim Farriss - chitarra
- Kirk Pengilly - chitarra, sassofono, cori
- Garry Beers - basso, cori
- Andrew Farriss - tastiere
- John Farriss - batteria

## Tracce
1. New Sensation
2. Guns in the Sky (Kookaburra Mix)